# 桑名市立中央図書館
桑名市立中央図書館（くわなしりつちゅうおうとしょかん）は、三重県の桑名市のくわなメディアライヴにある公立図書館である。1947年（昭和22年）に開館し、2004年（平成16年）に現在地に新築された。日本で初めてPFI方式によって建設・運営されている図書館であり、日本中の自治体や図書館関係者から注目された。開館時間は9時から21時までと、日本全国の図書館と比較しても長いとされる。
桑名市立中央図書館の略称はkcl（KCL）、基本理念は「いつでも・どこでも・誰でも」。

## 概要
くわなメディアライヴが建設されるまでは、古い公共施設を転用する形で運用されていたが、くわなメディアライヴの完成により生まれ変わった。その後は官民の協働により新しい事業を数多く展開している。
PFI事業者として新設された特定目的会社の株式会社くわなメディアライブが資金調達、施設の設計・建設を行い、同社が業務委託する形で図書館流通センターと三重電子センターが図書館業務を運営する。おおむね評価を得ている図書館であるが、田原市図書館の森下芳則は、田原市中央図書館と比べて利用者端末や座席数が少なく、住民1人当たりの貸出点数や入館者比率が田原市の2分の1程度とサービス実績の低さなどを指摘し、「総じて、人目を引く仕掛けは用意されていても、公共図書館のごく基本的な機能に対する理解に詰めの甘さを感じました」と評した。
職員は2008年（平成20年）現在34人で、桑名市職員が6人、残りがPFI事業者の職員である。両者が協働することで図書館が運営される。民間事業者の人事に市側は関与しないため、事業者の職員について市は把握していない。職員の多くが司書の資格を有する。

### 市内の図書館
桑名市立図書館は中央図書館と以下の2館の計3館で構成されている。ふるさと多度文学館は平成の大合併によって桑名市の図書館となり、長島輪中図書館は新・桑名市発足後に開館したが、どちらもPFIは導入せず、市の直接運営となっている。

#### 一覧
- ふるさと多度文学館 - 桑名市多度町多度二丁目24番地1
- 長島輪中図書館 - 桑名市長島町源部外面337番地

## くわなメディアライヴ
くわなメディアライヴは、桑名市立中央図書館が入居する建築物で、保健センター・勤労青少年ホーム・多目的ホールを含む複合施設となっている。佐藤総合計画が設計し、鹿島建設が建築した。事業者は株式会社くわなメディアライブ。鉄骨構造地上5階建て敷地面積は3,191.22m2、建築面積は2,728.51m2、延床面積は9,1113.77m2。南側の外観は鳥居をモチーフとしている。これは「歴史と未来への鳥居」を表しており、桑名市の目指す「ひと育て」「まち育て」「歴史育て」に沿うものである。
図書館は3・4階にあり、1階入り口からはエスカレーターを乗り継いで行くことになる。同じ建物にあることを活かした中央図書館と保健センターの連携によるブックスタート支援事業が行われている。

### 館内
館内の主な施設などは以下の通り。
| 階  | 施設名                  | 設備 |
| --- | ----------------------- | --- |
| 1階 | 桑名市多目的ホール      | ホール（時のホール）                                                                                         |
| 1階 | 共用空間                | プレイルーム、タリーズコーヒーくわなメディアライヴ店、駐車場                                                 |
| 1階 | 桑名市立中央図書館      | 書庫、ブックポスト                                                                                           |
| 2階 | 桑名市中央保健センター  | 事務室、健康教育室、調理室、保健栄養指導室、機能訓練室、運動室、和室、心理相談室、歯科検診室、診察室、測定室 |
| 2階 | 桑名市勤労青少年ホーム※ | 事務室、講習室、娯楽談話コーナー                                                                             |
| 3階 | 桑名市立中央図書館      | 一般開架、児童開架、おはなし室、受付、事務室、読書テラス「天空の庭」                                         |
| 4階 | 桑名市立中央図書館      | 郷土資料室「歴史の蔵」、レファレンスカウンター、研修室、読書テラス「天空の庭」                               |

※ 桑名市勤労青少年ホームは2015年3月31日に廃止された。

### 施工業者
- 電気：ダイダン[20]
- 空調：新日本空調[20]
- 昇降機：東芝エレベータ[20]

### 図書館の構造

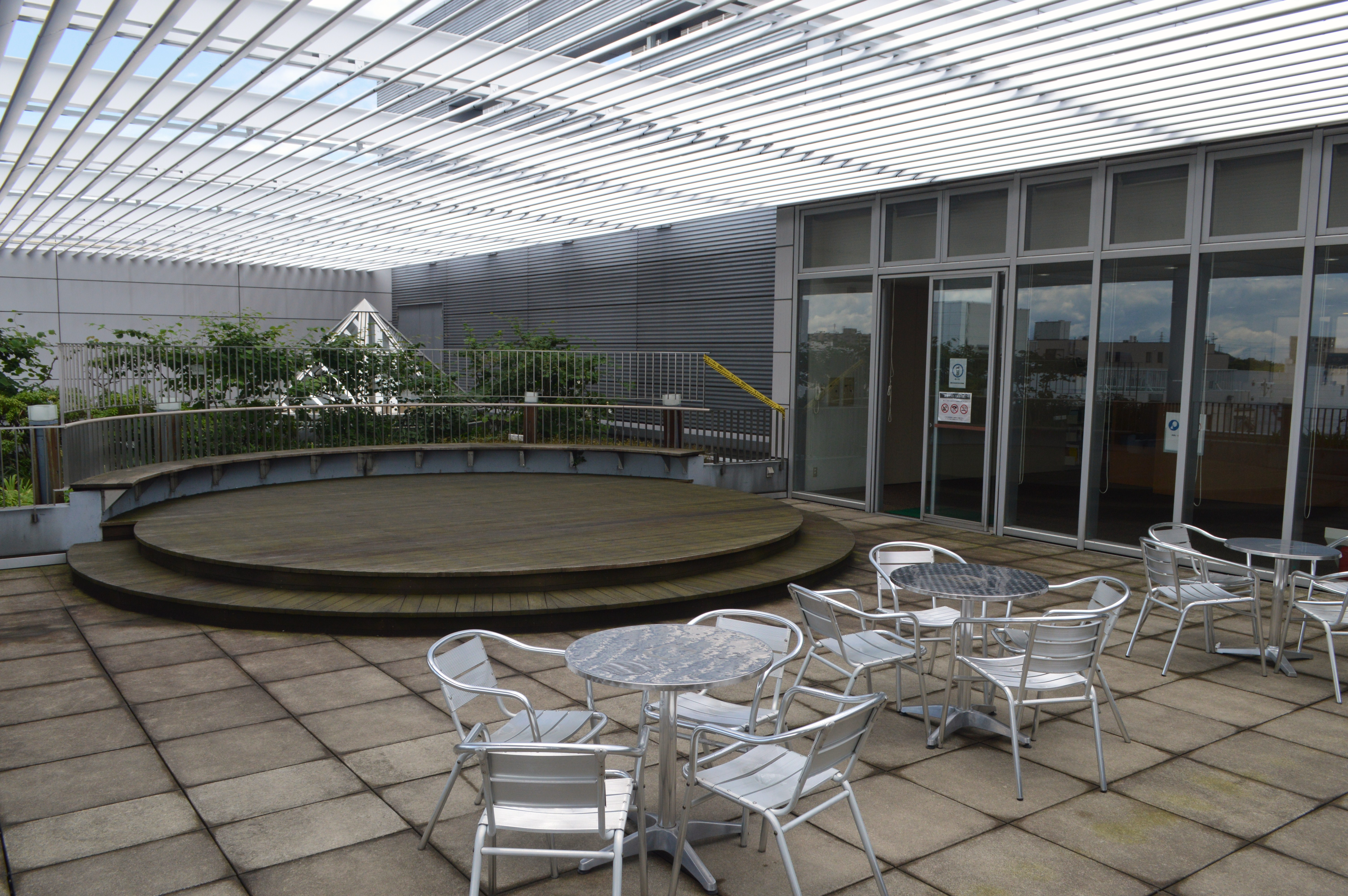
「天空の庭」

延床面積は3,169.06m2で、旧桑名市立図書館（1,200m2）の約2.6倍である。3階と4階の両方に読書テラス「天空の庭」が設置され、屋外での読書が可能である。館内には桑名発祥とされる連鶴が随所に飾られている。
3階にある一般開架は書架の高さを1.5m（5段）と低くし、車いすが通りやすく配置し、両側ガラス張り・吹き抜けの開放的な雰囲気を形成する。ガラス張りの窓は、昼間は外の光を取り込み、夜間は館内照明が行灯のように優しく街を照らし出す。児童開架は書架1.2mで、その奥に桑名市特産のハマグリを模した「おはなし室」がある。児童書架には読書用の図書と調べ学習用の図書の双方が用意され、子ども向けの「地域資料コーナー」も置かれている。おはなし室では、図書の読み聞かせ以外にもかるた大会など各種イベント会場として利用される。目の不自由な人のための「対面朗読室」も設置されている。
4階には郷土資料室のほかにインターネットや新聞社のデータベースを利用できる「ITコーナー」とビデオ・DVDなどが鑑賞できる「AVコーナー」がある。

## 利用案内
PFI導入前に比べて開館時間が長くなっただけでなく、年間開館日数が1割増加した。夜間時間帯（19時〜21時）の貸出利用者は半年に25,000人から35,000人と波があるものの、入館者数の増加へ確実に貢献している。これにより入館者数も増加し、1日平均2,114人が入館している。

### 主な一覧
- 貸出制限 - 桑名市に居住・在勤・在学する者および周辺市町村（具体的には三重県四日市市、いなべ市、桑名郡木曽岬町、員弁郡東員町、三重郡朝日町・川越町・菰野町、愛知県弥富市・愛西市、岐阜県海津市[31]）に居住する者。
- 貸出可能点数 - 図書・雑誌10点、視聴覚資料2点。
- 貸出期間 - 図書・雑誌15日間、視聴覚資料8日間。
- 開館時間 - 9時 - 21時
- 休館日 - 水曜日、年末年始、特別整理期間。

## PFIによる運営
PFIそのものの説明は「PFI」を参照。

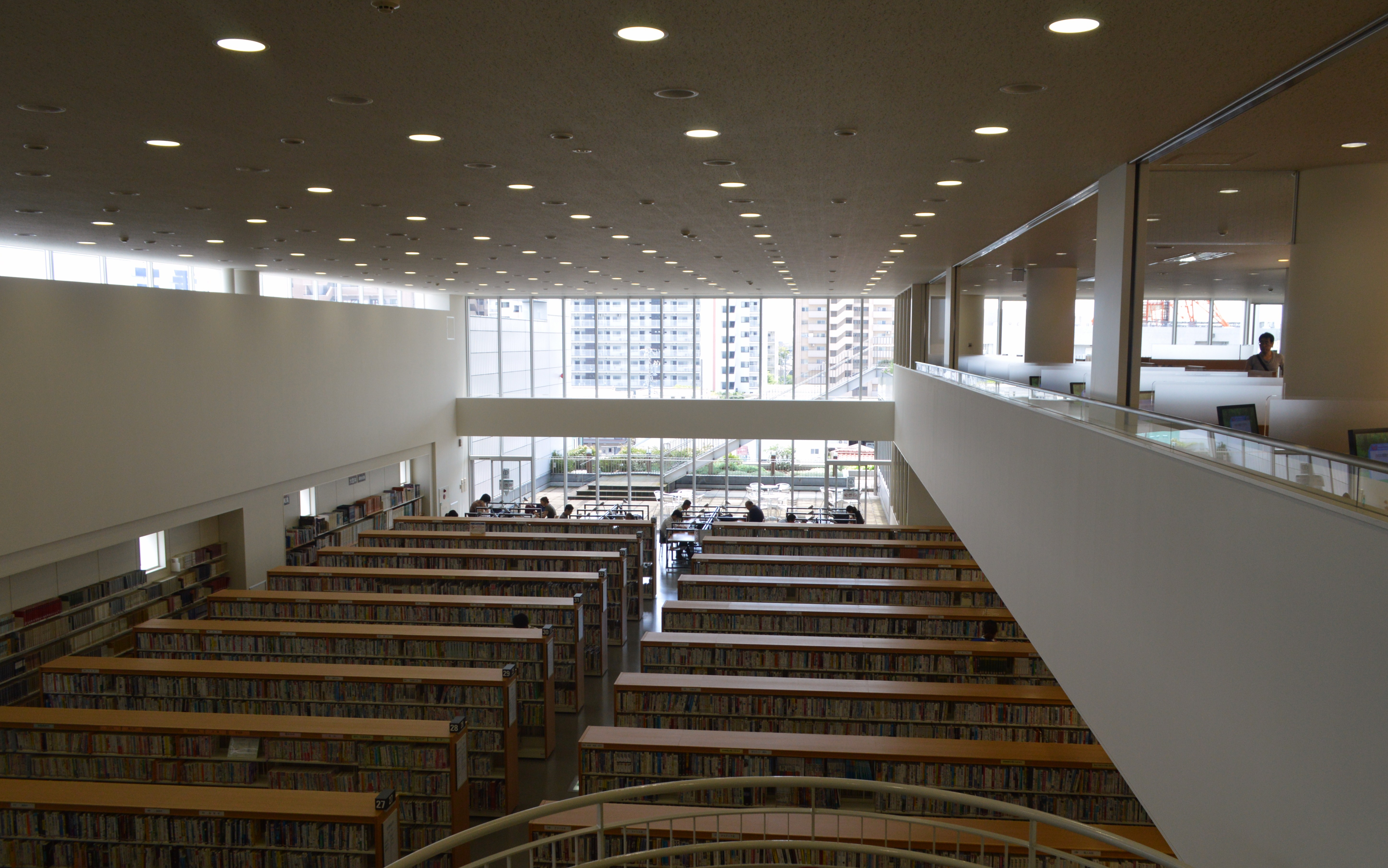
3階の一般開架

桑名市立中央図書館のPFI方式では、桑名市当局が方針決定や図書選定などの決定権を持ち、図書館流通センターが方針に基づいて市側に提供するサービスや購入図書を提案する。事業内容が桑名市と図書館流通センターで重複しないよう、役割分担を明確にしている。
民間に任せることでサービスの低下が起きないよう、毎日図書館流通センターが自主点検を行い、月に1回桑名市がモニタリングを行う。ほかに問題発生時や緊急・非常時の「随時モニタリング」、市民モニターによる評価、利用者アンケートも行われる。
桑名市の採用したPFIは「サービス購入型」と呼ばれる方式で、利用実績・サービス実績に応じて桑名市では毎年事業者に支払うサービス購入料を変更する。利用実績で評価される「利用者数」は図書館への「入館者数」とは異なるが、桑名市の「利用者」の定義が広めにとられているので、ほぼ一致する。

### 利点と問題点
PFI導入の最大のメリットは「安定した図書購入」であると言われている。従来は単年度で予算が組まれ、図書購入費の変動が激しかったが、開館から3年間は年間5万冊、以後は年間1万冊を購入すると決められたため、安定して新刊を購入し続けることができる。図書の購入は図書館流通センターが行い、市の組織である「図書等選定委員会」に報告するが、高価な図書や思想の偏りのある図書などは購入前に委員会に諮る必要がある。新刊は土曜日に配架される。
市側のメリットは歳出の削減と安定、事業者側のメリットは新規事業の獲得などが挙げられる。利用者にとっての最大のメリットは、開館時間の延長である。
明治大学経営学部の藤江昌嗣は、桑名市立中央図書館のPFI事業を特殊な例として評価する一方、問題点も指摘している。開館後30年で施設の所有権が桑名市に移ることになっている契約について、30年後に老朽化した施設を桑名市はどのように資金調達して更新（改築）するのか、と疑問を投げかけ、民間に任せたことで浮いた税金を他の用途に使っていることは将来へのリスクを高めているとした。また森下芳則は、企業連携・資金調達に民間のノウハウが生かされているが、図書館経営の面では特段の優位性はないと評した。

### 行政と業者の協働作業（図書館事業）
以下の6つの事業を協働して行っている。
- レファレンスに関する研修会
- 出前講座：小中学校向けの図書・図書館講座
- 郷土資料・行政資料の収集・整理等
- 「桑名市図書館を使った調べる学習コンクール」開催
- 「昭和の記憶」収集
- 郷土資料のデジタル化とインターネット公開

## 特色

### 情報技術を利用した効率化

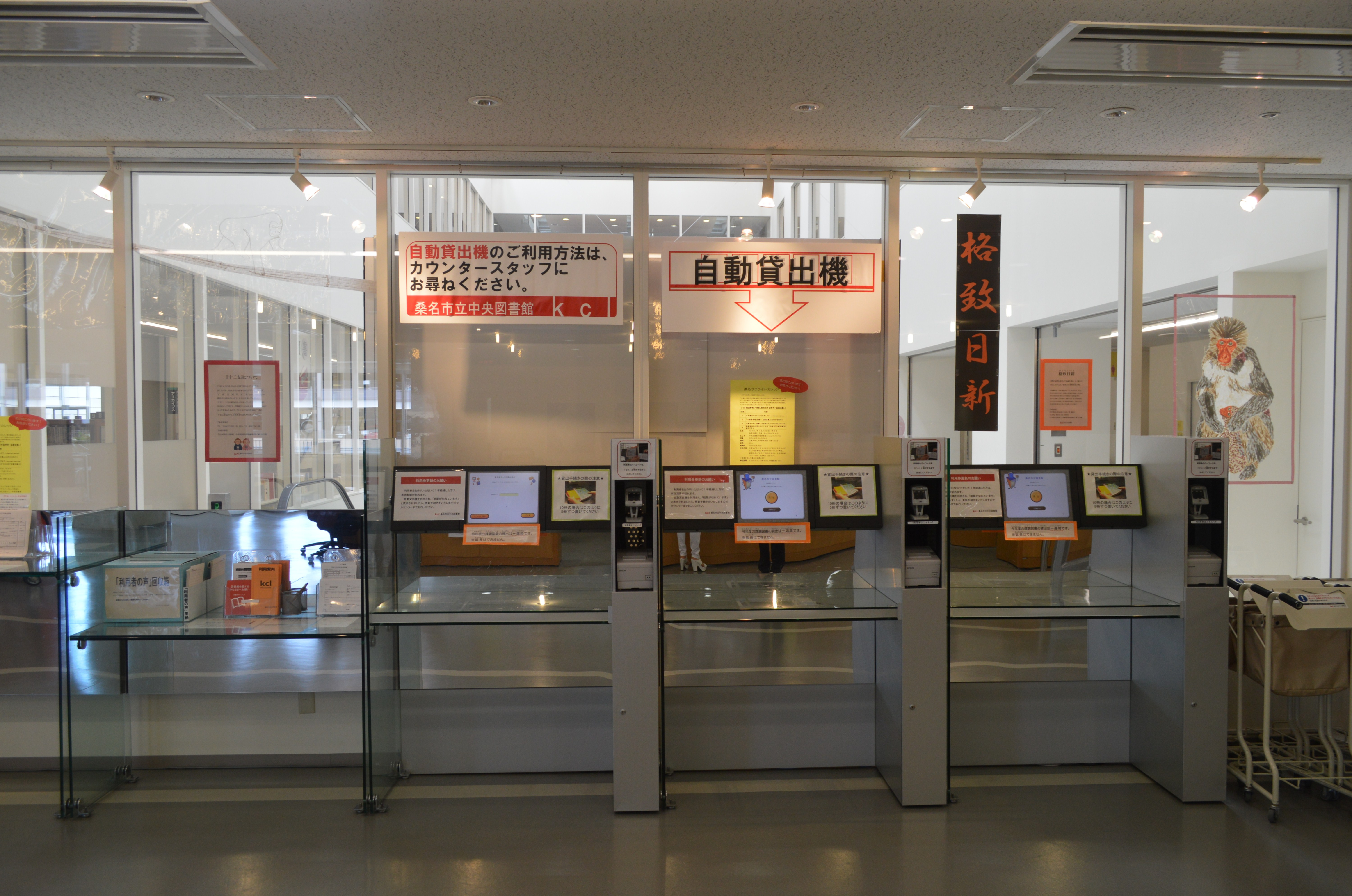
自動貸出機

図書には1冊ずつICタグが付けられており、利用者は自動貸出機（3台設置）を使って借りることができる。ICタグ導入は東海地方の図書館では初めてで、事業者側から提案された。これにより、図書の返却・貸出業務に当たっていた人員を図書館利用者へのサービス人員に振り替えることができた上、図書の紛失が激減するという効果もあった。学校図書館の蔵書もICタグ化して学校間の相互貸借、中央図書館との図書の往来も検討されたが、実現していない。
図書館の書庫は自動化されており、職員が「出納ステーション」で操作すると数分で自動的に書庫からカウンターに図書が届く。この自動化書庫は「オートライブ」と呼ばれ、利用者の待ち時間を大幅に短縮することに成功した。書庫がガラス張りになっているため、図書を運ぶバスケットの動きを見ることができるが、森下芳則は参考調査や蔵書管理に不都合はないのか、と疑問を発している。1階に設置されたブックポストも自動化する計画があったが、危険物の投入を想定して見送られた。

### 地域文化の活用
桑名市立中央図書館では郷土資料の収集を官民協働で行うことを決めていたため、開館前に図書館職員全員を対象とした郷土資料に関する研修を行い、職員全員が桑名の基本知識を修得している。研修で出題された問題と解答は館内ネットワークで参照できるようになっており、日常の利用者への案内に活用されている。
2006年（平成18年）度より年1回、「昭和の記憶」を展示する取り組みを行っている。これは業者側からの提案であったが、市では提案内容をさらに拡張し、市民に写真などの情報提供を求め、情報提供者の元へ聞き取り調査へ行く人も市民から募集した。この活動を通して市民から自然に情報が集まるようになり、開館から3年で目標としていた郷土資料の蔵書1万点を達成した。ここで収集された情報は桑名ふるさと検定の公式テキスト『桑名のいろは』にも収録され、同検定の問題になっているほか、将来的には市史編纂にも役立てる方針である。「昭和の記憶」事業では、収集資料のデジタル化も推進している。
収拾した郷土資料は、4階にある郷土資料室「歴史の蔵」に保存され、貴重書が含まれるため入室には申請が必要である。桑名市および三重県の資料を収集・保管する。江戸時代の史料や伊勢湾台風で被災した史料は帙（ちつ）の中で保存し、室内は自動温湿度管理システムと不活性ガスで資料劣化を防止している。主なコレクションに、古文書群である「秋山文庫」と「伊藤文庫」、民俗資料を中心とした「堀田文庫」、児童文学を中心とした「北村文庫」（北村けんじ寄贈図書）がある。

### 桑名市図書館を使った調べる学習コンクール
2005年（平成17年）に始まったコンクール。図書館を活用し、「知る喜び」を人に伝え、発表する場と位置付けられている。三重県で実施しているのは2012年（平成24年）現在、桑名市のみである。市のコンクールで上位成績を収めると全国コンクールへ出品される。
これに合わせて図書館では「調べる学習サポート教室」を実施している。教室では当初、外部講師を招いて開催していたが、後に図書館職員が研修を受けて開くようになった。この教室を受講して後に全国コンクールで受賞した子どももいる。
桑名市および全国のコンクールで入賞した作品の複製が一般書架・児童書架で常設展示されている。この展示に刺激を受けた子どもが作品を制作し、受賞するという効果も生まれている。

## 歴史

### 旧桑名市立図書館（1947年 - 2004年）
終戦直後の1947年（昭和22年）4月15日に、市民の要望と寄付金を得て旧図書館令によって認可を受けた。当時の名称は「桑名市立図書館」であった。同年の予算は32,560円、蔵書は1,300冊と図書館としては不十分で、本格的に「図書館」としての機能を活かせるようになったのは1950年（昭和25年）の図書館法制定以降であった。翌1951年（昭和26年）3月に木造平屋建の旧桑名市議会議場を閲覧室とし、順次施設を拡張していった。1959年（昭和34年）時点で職員は3人、8時30分から16時30分まで開館し、休館日は火曜日であった。同年9月、伊勢湾台風の被害に遭い一時閉館、1960年（昭和35年）2月に業務を再開した。台風により、図書館の多くの資料が失われてしまった。
1968年（昭和43年）5月に旧桑名都市計画復興事務所へ移転、翌1969年（昭和44年）5月には鍛治町の旧診療所へ移転した。更に1973年（昭和48年）5月、旧桑名市役所庁舎へ移転した。この市庁舎は1952年（昭和27年）築であった。
1990年（平成2年）、AVブースを設置し、CD・ビデオ・LDの閲覧が可能となった。1996年（平成8年）時点では、2階建てで延床面積1,247m2、蔵書は105,000冊であった。貴重書として桑名藩の儒者である秋山蝸庵・寒緑父子の残した『秋山文庫』と『伊藤文庫』を所蔵していた。旧図書館の蔵書は約13万冊であった。

#### PFI導入の検討（1999年 - 2004年）
1990年代、桑名市が実施した市民アンケートで、新しい図書館の建設が最も多く挙げられた一方、保健センターと勤労青少年ホームを建て替える必要があった。3つの施設を建てるのは費用がかかるため、3つの機能を持つ1つの施設を建設することが検討された。1999年（平成11年）2月、「PFI推進検討会」を設置してPFIの導入可能性を検討し、2001年（平成13年）8月に正式にPFIを導入することを決定した。導入可能性の調査は日本経済研究所に委託された。桑名市が採用したPFIはBOT方式と呼ばれるもので、民間が設計から建設、施設の所有と管理を行い、30年後に市へ無償で所有権を移すというものだった。計画段階ではくわなメディアライヴ全体にPFIを導入することを検討したが、民間に運営させてサービス向上できるものは図書館のみであると判断され、現在の形となった。事業参加の意思を表明した企業グループは8つであった。
2002年（平成14年）3月、総合評価一般競争入札を実施、6グループが入札に応じ、同年4月に鹿島建設を筆頭とするグループが76億2200万円で落札した。開館までには「PFI実施方針」に対し約500件、「入札説明書」に600件の質問が寄せられるなど、計画から図書館の完成までに5年8か月もかかったことが課題となった。

### 開館後（2004年 - ）
2002年（平成14年）7月に工事に着手、2004年（平成16年）7月に工事が完了した。そして2004年（平成16年）10月1日に開館。開館から1か月の入館者数は82,378人で旧館時代の4倍を記録した。1年目は見物を兼ねた入館者が多かったため、翌2005年（平成17年）度の入館者数は前年比10.1%減となった。
2005年（平成17年）度より「桑名市図書館を使った調べる学習コンクール」を開始、翌2006年（平成18年）度より「昭和の記憶」事業を始めた。2013年（平成25年）10月から2015年（平成27年）9月まで、「10年ありがとうイベント」と称して記念事業を開催した。
2017年（平成29年）11月以降、蔵書を破り表紙だけを書架に残して持ち去られるという事件が起きており、12月17日までに6冊が被害に遭った。図書館側は警告文の館内掲示や巡回強化で警戒に当たるとともに桑名警察署に被害届を提出している。

## 周辺
図書館周辺は桑名市の中心市街地であり、JR関西本線・近鉄名古屋線・養老鉄道養老線 桑名駅および三岐鉄道北勢線 西桑名駅から徒歩で約6分である。路線バス利用の場合、K-バス東部ルート乗車、「桑名メディアライヴ前」バス停から徒歩ですぐ、または三重交通バス及び八風バス「市役所前」バス停から徒歩で約3分である。
三重県道504号桑名港線沿い。駐車場は当初50台だったが、利用者の安全のために38台に減らされ、駐車場不足が指摘されている。駐輪場は120台。

### 周辺の施設
- 桑名市中央公民館
- 桑名郵便局
- アピタ桑名店
- 桑名市民会館
- 桑名シティホテル